# Eublemma leucodicranon
Eublemma leucodicranon is een vlinder van de familie van de spinneruilen (Erebidae). De wetenschappelijke naam van deze soort is voor het eerst voorgesteld door Karl Grünberg in een publicatie uit 1910.
De soort komt voor in Namibië.